# Anvil Saga
Anvil Saga — компьютерная игра в жанре управленческая игра и симулятор, разработчик студия Pirozhok Studio, издатель HeroCraft. Компьютерная игра вышла для платфоры Microsoft Windows. Игра вышла 16 ноября 2023 году. Действие игры происходит во временна Столетней войны.

## Об игре
В этой игре игрок управляет кузнецом у которого есть своя кузница. В процессе прохождения игры игроку нужно будет ковать разные предметы (подковы, гвозди, ведро,металическую посуду и другие изделия) а так же надо будет ковать доспехи (шлемы и нагрудники и оружие (мечи кинжалы арбалеты). В игре игроку нужно будет делать выбор помогать фракции и его представителю. Сделав для представителя изделие или оружие или отказываться это делать. В зависимости от поступков у персонажа будут отношения между разными фракциями от игрока зависит с кем дружить, а с кем не вести деловые отношения. В игре игроку надо будет принимать решения чей заказ выполнять а чей нет. Даже если заказ поступает от персонажа которой не состоит не в одной из фракции какие есть в игре, выполнить заказ этого персонажа может быть и не возможным так как игрок будет делать другие заказы. Игрок нужно выбирать чей заказы выполнять а чей нет. Успеть сделать все заказы для всех клиентов которые просят это сделать, не является возможным для игрока. Персонажи которыми управляет игрок это кузнец кузницы Артур и его подмастерья так же кузнецы (в начале игры у персонажа всего 1 подмастерье но по мере прохождения их будет больше). Игроку нужно будет открывать свою кузнецу а потом выполнять заказы клиентов и закрывать кузнецу и прекращать выполнять заказы. Так как кузнецу и его помощникам нужно спать и есть, а в время когда кузнец спит он не может выполнять заказы. Если игрок не будут отправлять отдыхать персонажей кузнецов которыми он управляет, то кузнецы будут уставшими и будут делать ошибки, а это значит что все изделия который они создают будут делаться медленнее. И времени что бы создать предмет понадобиться больше. Если игрок не будет кормить кузнецов едой то они могут умереть от голода. Если погибнет главный кузнец Артур то игра закончиться проигрышем. По мере прохождения игры игроку будут открываться новые комнаты которые он может построить в своем доме возле кузницы и новые заказы которые он сможет сделать. Важным параметром в игре является известность без которой игрок может не сможет улучшить свою кузницу и свой дом. Известность повышается за выполнения обычных заказов и за выполнение необычных заказов от некоторых персонажей. Если игрок взялся за заказ но не выполнил его у него понижается известность. По этому игроку нужно выбирать за какие заказы браться а за какие нет. Игроку необходимо покупать товары у торговца который есть в игре. Еду, дерево и некоторые специфические предметы которые нужно для выполнения заказа можно купить только у торговца. Так же у торговца есть предметы которые помогут кузницу (кусачки, молоток, Лампа Дэви и пила) (все эти предметы улучшать навыки которые необходимые кузнецу, молоток помогает быстрее выковать заказ в кузнеце, а кусачки увеличивают скорость расплавления железной руды и превращения его в металлический слиток который нужен для создания изделия). Все это можно купить только у торговца. Ещё у торговца можно купить схемы изделий, которые можно читать в только в комнате библиотека. Выученные кузнецами схемы помогут им создавать новые предметы, которые будут необходимыми для выполнения необычного заказа, который поступит от некоторых клиентов.

## Разработка
В апреле 2021 года студия разработчик Pirozhok Studio объявила о том, что планирует выпустить компьютерную игру Anvil Saga. Разработчики сообщили, что издателем игры будет компания HeroCraft. Также разработчики сообщили о геймплей, показали трейлер игры и сказали о планах выпустить игру в Steam. Разработчики сказали, что желающие протестировать игру могут поиграть в альфа версию. В июле 2021 года разработчики показали ещё один геймплейн ролик игры. В сентябре 2021 года разработчики показали ещё трейлер и рассказали об сюжете игры (они сказали об имени главного героя и о том что события игры будут происходит во временна столетней войны. Первый раз этот трейлер был показан на выставке Escapist Indie Showcase. В декабре 2021 года разработчики выпустили бесплатную демоверсию игры в Steam и сказали что все желающие могу скачать её до конца января 2022 года. В июне 2022 года разработчики сообщили что переделали демоверсию игры добавив туда новое прохождения игры и новых персонажей с которыми может взаимодействовать игрок. Ещё разработчики сказали что
в июне 2022 года игра выйдет в раннем доступе. 21 июня 2022 года компьютерная игра Anvil Saga вышла в раннем доступе. В феврале 2023 года разработчики сообщили что 1 марта 2023 года в игре будет обновление, в игру будет добавлено больше персонажей с которыми (от действий игрока будет зависеть вести с этим персонажами деловые отношения или не вести), так же время для прохождения игры будет увеличено. В октябре 2023 года разработчики сообщили о том что игра выйдет 16 ноября 2023 года. Так же разработчики сказали что прохождения игры было увеличено и в игре будет много разных концовок. Так же разработчики показали релизный трейлер.